# Emoia kuekenthali
Emoia kuekenthali este o specie de șopârle din genul Emoia, familia Scincidae, descrisă de Boettger 1895.

## Subspecii
Această specie cuprinde următoarele subspecii:
- E. k. kuekenthali
- E. k. notomoluccense